# 파드레라스카사스 (칠레)
파드레라스카사스(스페인어: Padre Las Casas)는 칠레 아라우카니아 주 카우틴 현의 코무나이다.